# Кенаса (Стамбул)
Караїмська синагога (тур. Karaim Sinagogu; івр. בית הכנסת הקראי באיסטנבול) — кенаса у Стамбулі, розташована в кварталі Хаской району Бейоглу. На сьогодні є єдиною діючою караїмською синагогою міста, а також всієї Туреччини загалом. Останній газзан синагоги — Юсуф Саддик (тур. Yusuf Çadik), прослужив у ній понад 40 років, помер у грудні 2017 року на 84 році життя. Синагога є центром релігійного життя стамбульської громади караїмів, загальна чисельність якої становить близько 50 осіб. Зазвичай стамбульські караїми збираються в синагозі щосуботи —саме тоді в ній проводяться літургії.

## Історія
Протягом кількох століть Стамбул був одним з основних центрів релігійного життя караїмів. У XIV столітті в місті було 7 караїмських синагог, а більшість караїмів жили в районі Каракей. В XIX і XX столітті караїмська громада в Стамбулі значно ослабла.
Землю у кварталі Хаской караїми отримали від султана Абдул-Азіза у другій половині XIX століття. Згідно з легендою, вона була дарована в знак вдячності правителя до караїмів, оскільки один з них допоміг оговтатися від хвороби очей.
Теперішня будівля зведена на місці ранньої будівлі, датується приблизно XVIII століттям. Страшні пожежі руйнували Хаской в 1756, 1883 і 1918 рр., приводячи до катастрофічних результатів. Стара караїмська синагога Кол-Кадош-Кушта була реконструйована після 1918 року. Стародавня караїмська синагога Стамбула має схожість з кенасами Євпаторії (Гезлева) і Чуфут-Кале в Криму, але водночас відображає специфіку ритуальних церемоній турецьких караїмів.
Зовні кенаса нагадує замок. Двір, оточений високими стінами, розташований набагато нижче рівня вулиці. Сама будівля досить скромна зовні, але має чудовий вигляд усередині. Привертають увагу красиво прикрашений різнокольоровими фарбами стеля і кришталеві люстри. Варті уваги мармурові меморіальні дошки з написами на івриті, древній фонтан з мармуру для умивання рук перед молитвою, свічники старовинні, а також гехал зі згортками Тори. Караїмська громада не могла вберегти цінності синагоги від розграбування і деякі старі рукописи, як і футляр Святої Тори, були викрадені. Згодом коштом представників громади був виготовлений і оздоблений золотом новий футляр.